# Týnecký potok
Týnecký potok je drobný vodní tok v povodí dolní Vltavy. Nachází se na území okresu Kladno ve středních Čechách. Pramení na západním okraji kladenského předměstí Švermov v bezprostředním sousedství vinařické věznice v nadmořské výšce 338 m, odtud míří beze všech výraznějších zákrutů východoseverovýchodním, později východním směrem. Na průtoku švermovskou zástavbou je částečně kanalizován. Ve střední části běh potoka ve větší či menší vzdálenosti sleduje silnice, na horních hranách údolí po levici i po pravici jsou patrné někdejší důlní haldy. Nad Brandýskem na potoce leží několik malých rybníků (dnes Vodní park Čabárna; oblíbené výletní místo Kladeňanů). Za Brandýskem údolí Týneckého potoka napříč překonává dálnici D7 a z pravé strany do údolí zvolna začíná sestupovat železniční trať 093 z Kladna do Kralup nad Vltavou. Následující zhruba 2,5km úsek pod Brodeckým mlýnem je od civilizace nejodtažitější - lidskou přítomnost připomíná jen traktorová cesta lukami na dně údolí a zmíněný provoz vlaků v pravé stráni. Svahy lemují drobné hájky. Zástavba na levém břehu se objevuje teprve u osady Týnec, napravo se po stráni vinou valy starobylého hradiště Budeč. Těsně za Týncem následuje osada Mozolín, potok zde napájí několik rybníčků, podtéká zmíněnou souběžnou železniční trať, která mezitím sestoupila až k němu, a, aniž by opustil zastavěnou oblast, vstupuje do vsi Zákolany, kde se odbývají poslední metry jeho cesty. Stačí ještě podejít silniční mostek a v blízkosti zákolanské návsi, za zády pomníku Antonína Zápotockého, se v nadmořské výšce 229 m zleva vlévá do Zákolanského potoka, který jeho vody unáší dále do Vltavy.
Poté, co bylo v souvislosti se zastavením těžby uhlí na dole Ronna koncem 90. let 20. století ukončeno odčerpávání důlních vod do potoka, se průtok Týneckého potoka znatelně snížil, což mělo nepříznivý vliv na jeho čistotu. Vybudování čistíren odpadních vod pro městskou část Švermov a obec Brandýsek (včetně napojení obce Cvrčovice) na počátku 21. století však přispělo k opětovnému zlepšení čistoty vody na středním a dolním toku.

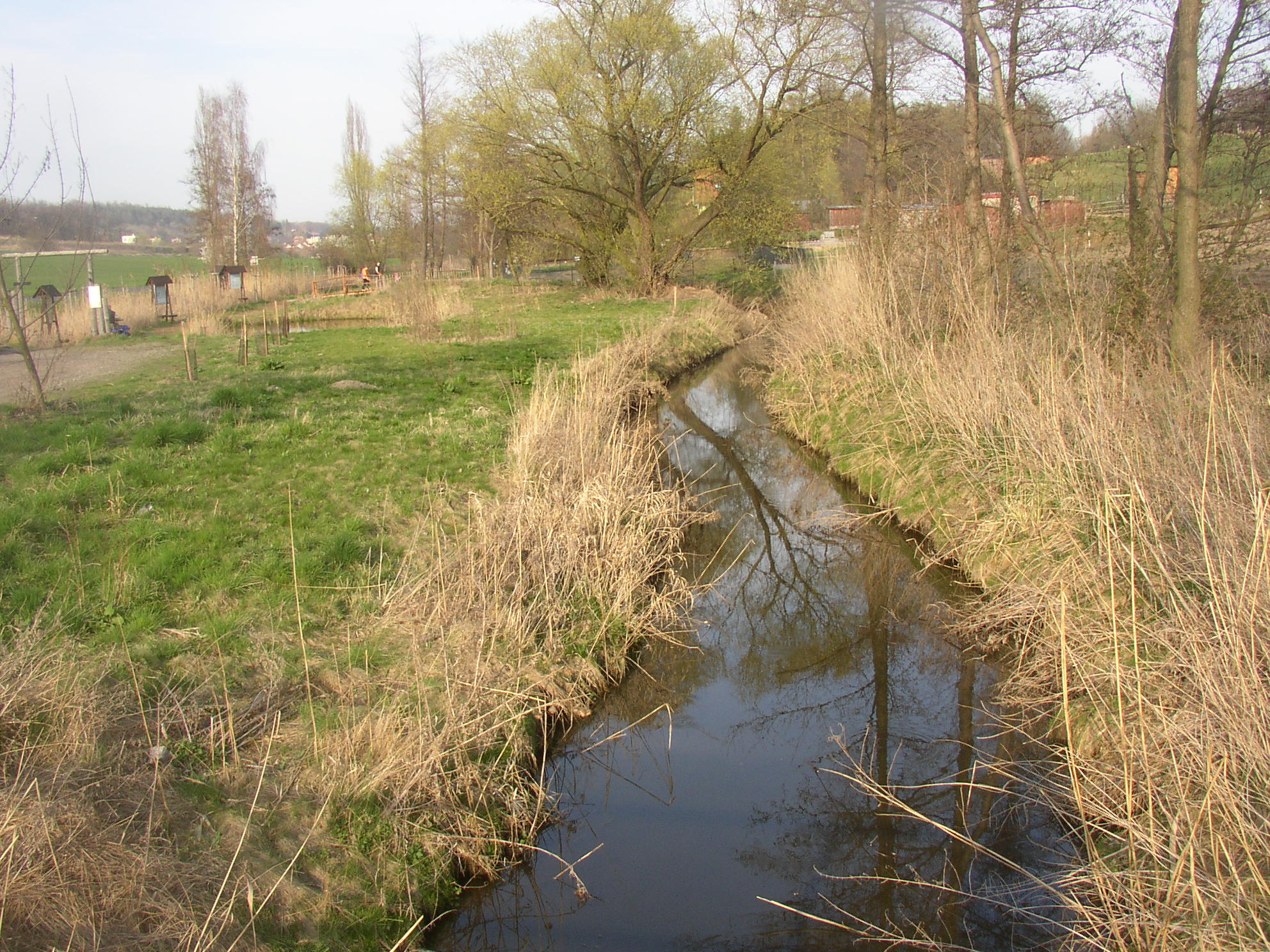
Týnecký potok na Čabárně